# Крюпийи
Крюпийи́ (фр. Crupilly) — коммуна во Франции, находится в регионе Пикардия. Департамент коммуны — Эна. Входит в состав кантона Гюиз. Округ коммуны — Вервен.
Код INSEE коммуны — 02244.

## Население
Население коммуны на 2010 год составляло 66 человек.
| 1962 | 1968 | 1975 | 1982 | 1990 | 1999 | 2010 |
| ---- | ---- | ---- | ---- | ---- | ---- | ---- |
| 91   | 87   | 64   | 63   | 76   | 64   | 66   |

## Экономика
В 2010 году среди 41 человека трудоспособного возраста (15—64 лет) 27 были экономически активными, 14 — неактивными (показатель активности — 65,9 %, в 1999 году было 72,2 %). Из 27 активных жителей работали 25 человек (15 мужчин и 10 женщин), безработных было 2 (1 мужчина и 1 женщина). Среди 14 неактивных 3 человека были учениками или студентами, 7 — пенсионерами, 4 были неактивными по другим причинам.